# 12ポンドグリボーバル野砲

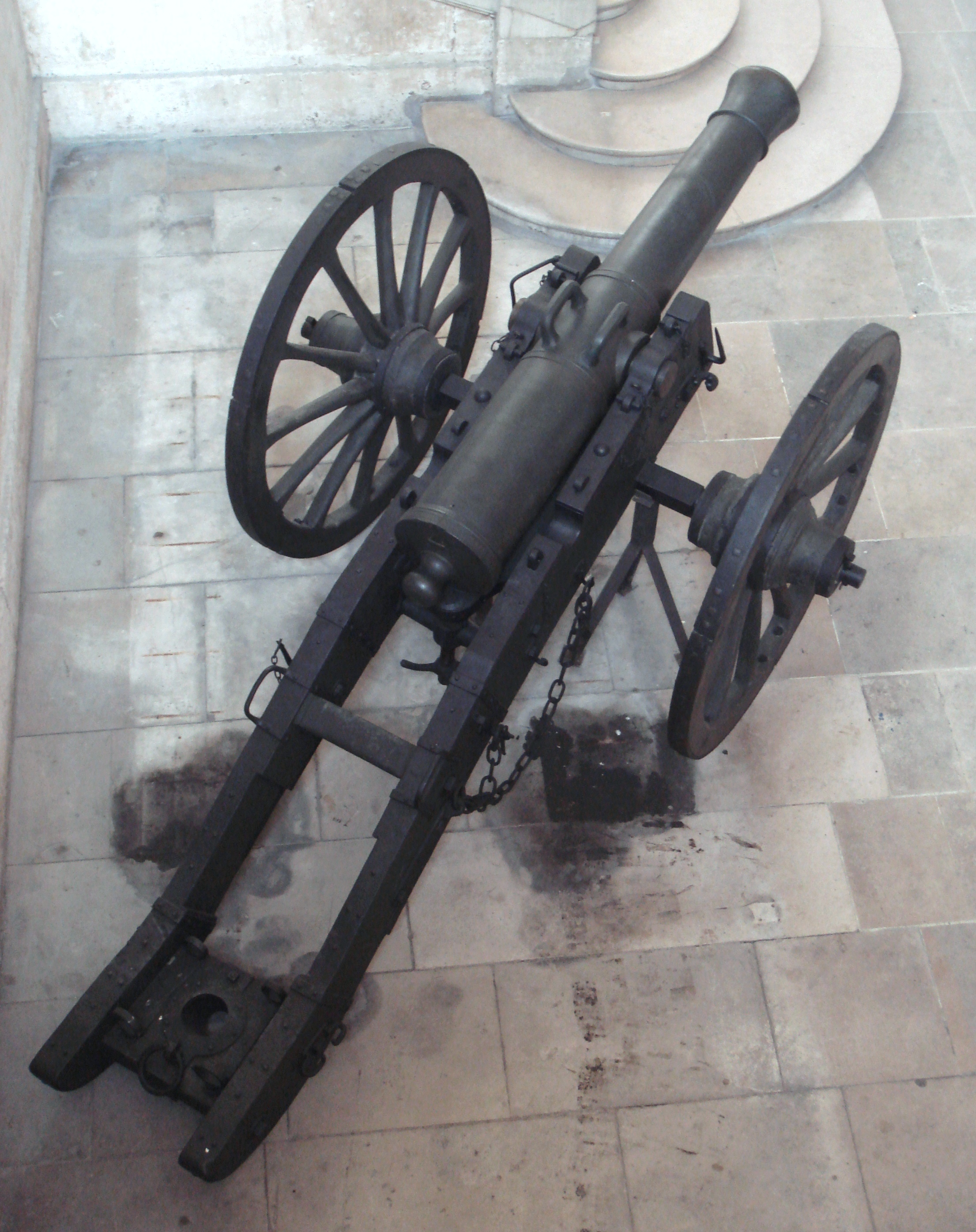
12ポンドグリボーバル野砲、共和国暦2年（1793-1794)

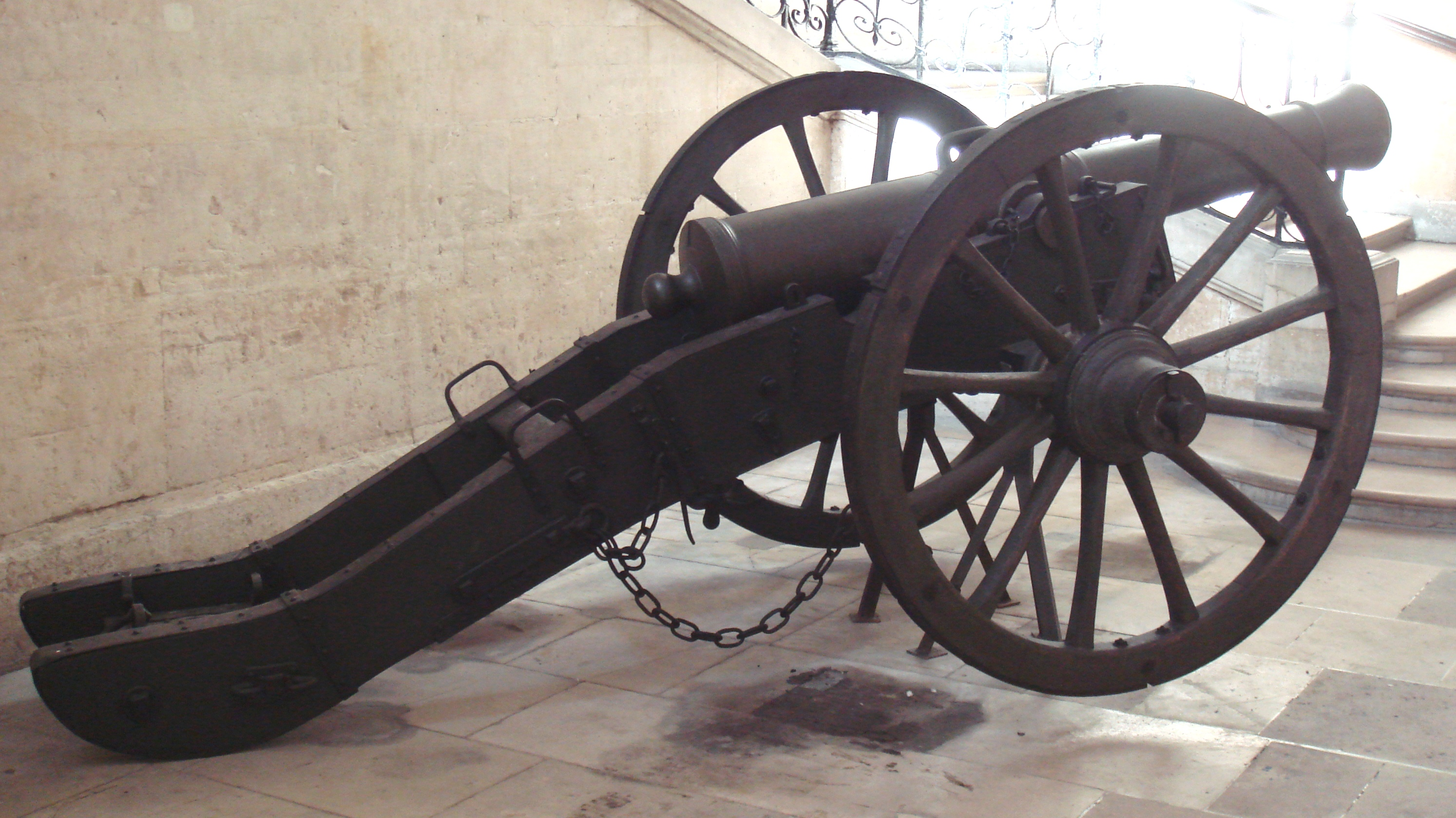
12ポンドグリボーバル野砲、共和国暦2年（1793-1794)。側面

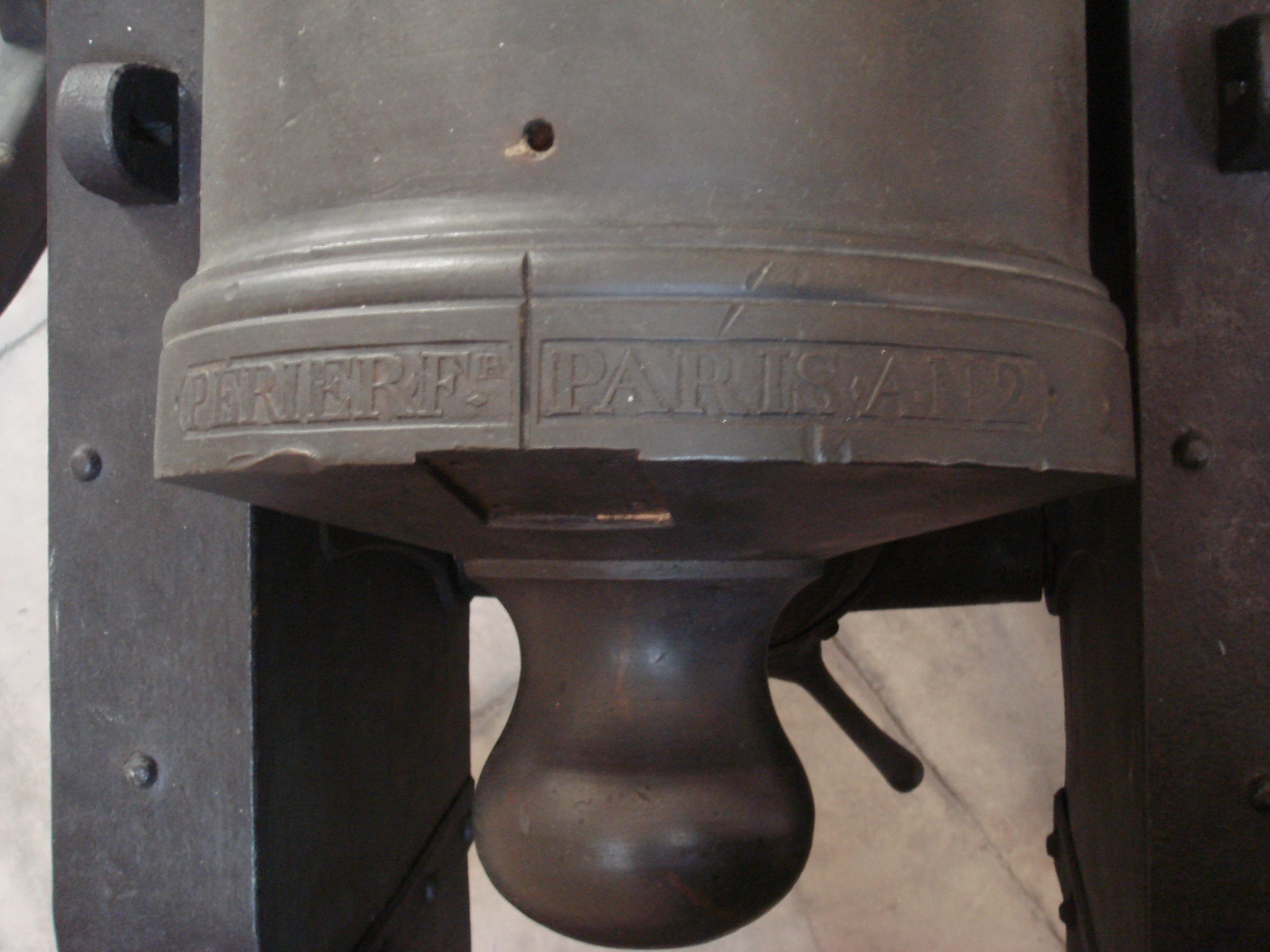
12ポンドグリボーバル野砲、共和国暦2年（1793-1794)。砲尾

12ポンドグリボーバル野砲（仏：Canon de 12 Gribeauval）は18世紀後半から19世紀前半にかけてフランスが使用した、グリボーバル・システムの12ポンド野砲。ジャン＝バティスト・ヴァケット・ド・グリボーバル が設定したシステム（砲体系）は、1765年にジャスティン・ド・ムスティーブ（Justin Amedee Ethan de Musteve）が改良し機動性が向上した砲車の概念を取り入れたものであった。
12ポンドグリボーバル野砲が最初に実戦で使用されたのはアメリカ独立戦争であった。ジャン＝バティスト・ド・ロシャンボー将軍が率いるフランス陸軍アメリカ派遣部隊が1780年から1782年後期まで使用したが、特に1781年のヨークタウンの戦いが有名である。フランス革命戦争やナポレオン戦争でも大いに使用された。
12ポンドグリボーバル野砲の操作には15名が必要で、6頭の馬により牽引された。

## 参考資料
1. ↑  Napoleon's Guns, 1792–1815 - Page 14 by René Chartrand, Ray Hutchins
2. ↑  Napoleon's Guns, 1792–1815 By René Chartrand, Ray Hutchins p.10